# Feutrine
La feutrine est une étoffe colorée, moelleuse et légère. Ce n’est pas un  textile tissé mais un type de feutre qui est obtenu par feutrage de la fibre textile.
Le matériel traditionnellement employé est la laine cardée de mouton et le poil de chèvre mohair. Il a les caractéristiques d’être chaud, léger, fin et de ne pas « filer ». Au taillage, n’ayant pas de trame ni de chaîne, il ne se défait pas et n’a pas besoin de couture de finition (ourlet).
La feutrine a été créée par la société Lenci de Turin pour la confection de poupées artistiques. Anciennement, ces poupées étaient fabriquées en tissu rempli de sciure ou paille, puis peintes et finement décorées. Pour réaliser des poupées qui pouvaient être lavables, le tissu fut recouvert de mousseline pour imiter l’aspect de la peau. L’arrivée du celluloïd élimina la fabrication des poupées en tissu ou en porcelaine. 